# Dialect est-herțegovinesc

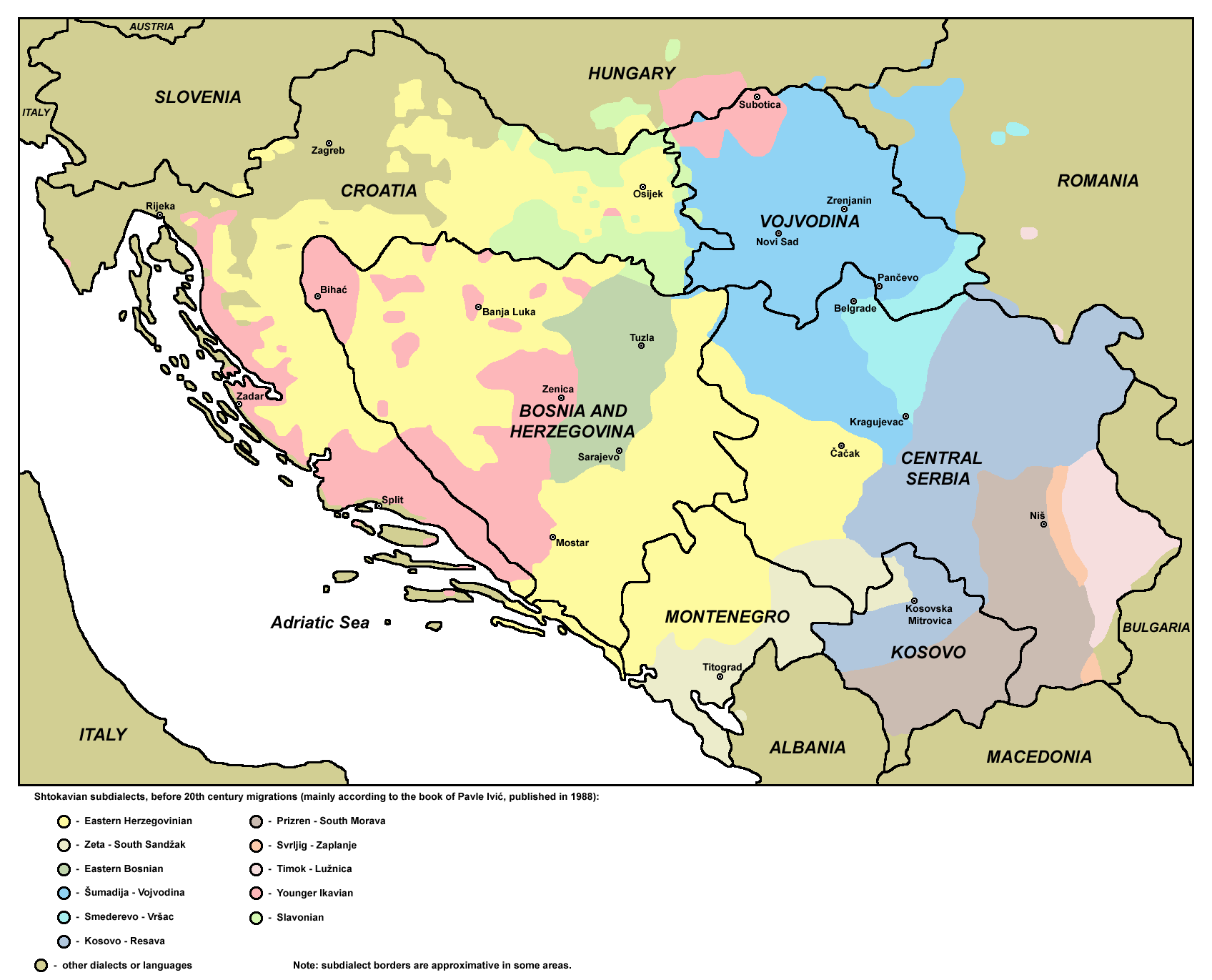
Dialectul est-herțegovinesc (galben)

Dialect est-herțegovinesc este un dialect sârbesc din grupul štokavian și (i)jekavian. Este folosit în estul Herțegoviniei (Muntenegru și Bosnia și Herțegovina, mai mult în Republica Srpska), Serbia de Vest și în Croația. În Croația, acest dialect este dialectul matern pentru sârbii din Croația, cât și pentru cei aflați în teritoriile cu migrație sârbească (Granița Militară, în Slavoniei, și Raguza. Este situat la vest de dialectul čakavian, la sud de cel kajkavian. Fiind cel mai răspândit dialect, stă la baza normelor literare moderne ale sârbo-croatei: bosniacă, croată, sârbă și muntenegreană.

## Caracteristici dialectului
Printre caracteristicile importante ale dialectului este accentuarea în stil neoštokavian, declinație nouă (cu suffix -a pentru genitivul pluralului și cu o forma pentru dativ, instrumental și locativ pluralului). Litera iat (ѣ) este înlocuit cu "ije" (iie) și "je" (ie) ("pjesma" (cântec), "vjera" (credința), "mlijeko" (lata), "dijete" (copil), "bijela" (alba)) dar și cu "e" ("bregovi" de "brijeg" (deal)) și cu "i" ("volio" (a iubit) de "voljeti" (a iubi)). Este răspândita iotația (i)jekaviană, dar la bosniecii și în Raguza se pronunță: djevojka (fata)-đevojka. În mare parte a dialectului se pierde sunetul "h", dar se folosește în unele părți ale Muntenegrului, Bosnia și Herțegovina și în Raguza: hrana-.'rana (mâncare), hljeb- .'ljeb (pâine), hrast-.'rast (stejar) etc. În grupa "ao" se pierde "a": pjevao-pjev'o (a cântat). Sunetele care este nu sunt accentuate se pierd: Šta hoćeš? - Šta h'oš? - Šta 'oš? (Ce vrei?), Jesi li uradio? - Jes'l uradio? (Ai făcut?), ili - il'. (ori)